# Миколаїв над Дністром (гміна)
Гміна Миколаїв над Дністром (пол. Gmina Mikołajów nad Dniestrem) — колишня (1934–1939 рр.) сільська ґміна Жидачівського повіту Станиславівського воєводства Польської республіки (1918—1939) рр. Центром ґміни було місто Миколаїв, яке не входило до її складу.
1 серпня 1934 року в Жидачівському повіті Станиславівського воєводства було створено ґміну Миколаїв над Дністром з центром в м. Миколаїв. В склад ґміни входили такі сільські громади: Демня, Дроговиже, Надятиче, Розвадів, Рудники, Стульско, Тростянець, Устя, Веринь, Воля Вєлика. Налічувалось 2 283 житлові будинки.
В 1940 р. ґміна ліквідована у зв'язку з утворенням Миколаївського району. Однак під німецькою окупацією гміна була відновлена і функціонувала в 1941—1944 рр.